# Уразливість нульових днів
«Уразливість нульових днів» (англ. Zero Days) — американський документальний фільм, знятий Алексом Гібні. Світова прем'єра стрічки відбудеться у лютому 2016 року на Берлінському міжнародному кінофестивалі. Фільм розповідає про онлайн-шпигунство, шпигунські програми та «білих хакерів».

## Нагороди й номінації
| Список нагород і номінацій            | Список нагород і номінацій | Список нагород і номінацій                | Список нагород і номінацій  | Список нагород і номінацій | Список нагород і номінацій |
| Кінопремія                            | Дата церемонії             | Категорія                                 | Номінант(и)                 | Результат                  | Дж                         |
| ------------------------------------- | -------------------------- | ----------------------------------------- | --------------------------- | -------------------------- | -------------------------- |
| Берлінський міжнародний кінофестиваль | 21 лютого 2016             | «Золотий ведмідь»                         | «Уразливість нульових днів» | Номінація                  |                            |
| Премія Гільдії сценаристів США        | 19 лютого 2017             | Найкращий сценарій документального фільму | Алекс Гібні                 | В очікуванні               | [ 4 ]                      |